# Johan Andreas Murray
Dr. Johan (Johann) Andreas Murray fue un médico, botánico, pteridólogo y algólogo sueco (Estocolmo, 27 de enero de 1740 - Gotinga, 22 de mayo de 1791).
Entre 1756 y 1759, Murray estudia en Upsala con el genial Carlos Linneo (1707-1778). Partirá a continuación a Gotinga, y obtiene el doctorado en Medicina en 1763, y luego el magister philosophiæ en 1768. Murray enseña Medicina en Gotinga a partir de 1764 y dirige el Jardín botánico de esa ciudad desde 1769.
En 1772 se casa con Eleonora Margaretha Conradi (1749–1827).
Desarrolla trabajos concernientes a la Medicina, la Farmacia, la Botánica y otros sujetos científicos. Fue autor de Apparatus medicaminum tam simplicium quam praeparatorum et compositorum in praxeos adjumentum consideratus, obra en la que se interesó en los aspectos terapéuticos de las plantas, y que publicó en seis volúmenes, entre 1776 y 1792. Contribuye también con la traducción al alemán de la obra de otros botánicos suecos de su época, y asume, en 1774, con la publicación de la parte botánica de la decimotercera edición de Systema naturae de Linneo, bajo el título de « Systema vegetabilium ».

## Honores
Linneo le dedica el género Murraya L. de la familia de las rutáceas.

## Publicaciones
- Prodromus designationis stirpium gottingensium. 1770.
- Commentatio de Arbuto uva ursi …. 1764.
- Commentatio de Arbuto Uva Ursi: exhibens Descriptionem eius botanicam, Analysin chemicam, eiusque in Medicina et Oeconomia varium Usum. — Gottingae: Pockwitz & Barmeier, 1765.[1]
- Opuscula. 1785—1786.
- Apparatus medicaminum. 1776—1792 (2. Aufl. (Bd. 1—2) 1793—1794).
- La abreviatura «Murray» se emplea para indicar a Johan Andreas Murray como autoridad en la descripción y clasificación científica de los vegetales.[2]